# Josef Rudinger

Josef Rudinger (ca. 1970)

Josef Rudinger (* 20. April 1924 in Jerusalem; † 30. April 1975 in Zürich) war ein tschechoslowakischer Chemiker (Peptidchemie).
Er kehrte mit seinen Eltern 1927 aus Palästina nach Prag zurück, wo er aufwuchs. 1939 emigrierte die Familie nach England. Rudinger studierte am King’s College der University of Durham in Newcastle-upon-Tyne, unterbrochen vom Wehrdienst im Zweiten Weltkrieg als Funker auf einem Bomber in der U-Boot-Abwehr im Atlantik. Nach dem Krieg begann die Arbeit an seiner Dissertation in Newcastle bei G. R. Clemo. 1949 ging er mit seiner Familie wieder nach Prag und wurde Mitglied der Peptid-Forschungsgruppe von František Šorm am Institut für chemische Technologie, aus dem dann das Institut für Organische Chemie und Biochemie der Tschechoslowakischen Akademie der Wissenschaften wurde. Er leitete dort bis 1968 das Labor für Peptidchemie. Nach der Niederschlagung des Prager Frühlings ging er in die Schweiz mit seiner Ehefrau Edita Adler, die ebenfalls Chemikerin war, und ihrer neunjährigen Tochter. Dort wurde Rudinger Professor an der ETH Zürich (Institut für Molekularbiologie und Biophysik), was er bis zu seinem unerwartet frühe Tod blieb.
In seiner Zeit in Prag befasste er sich mit Chemie von Glutaminsäure. Beeindruckt von der Synthese von Oxytocin durch Vincent du Vigneaud (1955) machte er sich ebenfalls an die Synthese, untersuchte die Zusammenhänge von Struktur und biologischer Aktivität und synthetisierte Analoga von Oxytocin, bei denen eines oder beide Schwefelatome durch Kohlenstoffatome ersetzt sind. Dadurch konnte er nachweisen, dass die Disulfid-Brücke keine wesentliche Rolle bei der biologischen Aktivität spielte und keine funktionale Gruppe war, sondern nur der Stabilisierung der Molekülarchitektur diente. Später synthetisierte er Peptide für verschiedene pharmakologische Studien.
1958 gründete er die European Peptide Symposia. Das erste Treffen war bei ihm in Prag, weitere folgten jährlich und später alle zwei Jahre in verschiedenen europäischen Städten. Ähnliche Symposia entstanden später auch in den USA und Japan.
Ihm zu Ehren wird der Josef Rudinger Memorial Award der European Peptide Society vergeben.